# 1000 лучших альбомов всех времён
1000 лучших альбомов всех времён (англ. All Time Top 1000 Albums) — книга британского музыковеда Колина Ларкина, создателя и редактора «Энциклопедии популярной музыки». Впервые опубликована в 1994 году издательством Guinness Publishing. Представляет собой список музыкальных альбомов составленный при помощи голосования, в котором приняли участие более 200 000 человек — в музыкальных магазинах, университетах, школах и на французской музыкальной выставке MIDEM. Каждый альбом, фигурирующий в книге, сопровождается аннотацией и обзором длинною в 100 слов, а также подробностями его создания и примечаниями о группе или исполнителе, который его записал. Список ранжирован в алфавитном порядке.
Альбом группы The Beatles Sgt. Pepper's Lonely Hearts Club Band возглавил список самого первого издания книги, впоследствии их же альбом Revolver неизменно входил в первую пятерку каждого переиздания.

## Предыстория
В 1987 году радиоведущий Пол Гамбаччини попросил около 80 критиков и диджеев из Великобритании и США перечислить десять лучших альбомов в истории музыки, по их мнению. На их основе он составил список «100 лучших альбомов», который был опубликован издательством Pavilion Books в том же году. В 1993 году к Колину Ларкину обратилась редакция ныне не существующего еженедельника Today, чтобы обновить этот список, который также публиковался на страницах их газеты. Эта просьба подтолкнула музыковеда к идее создания книги «1000 лучших альбомов», которую он предложил своему издательству. В отличие от списка Гамбаччини, Ларкин хотел чтобы его голосование охватывало «мнение широких масс», и базировалось на жанрах, фигурирующих в «Энциклопедии популярной музыки». Ларкин провел опрос среди нескольких тысяч человек с помощью печатной формы для голосования, разослав её по музыкальных магазинам, школам и университетам. Результат был опубликован в первой редакции книги, выпущенной в 1994 году.
В 1998 году второе издание было опубликовано издательством Virgin Books и содержало обновлённый список — пересчитанный за счет дополнительных голосов, полученных за предыдущие четыре года. Возымев известность благодаря «Энциклопедии популярной музыки» и первому изданию книги, Ларкин начал проводить голосования во время своих многочисленных радиопередач на радиостанции BBC GLR (нынешнее название — BBC London 94.9). В итоге было собрано более 100 000 голосов, и 2-е издание разошлось тиражом в 38 000 экземпляров. В 1999 году Virgin выпустила книгу в виде небольшого карманного справочника, за которым последовало 3-е издание, опубликованное в 2000 году — к тому времени голосование насчитывало более 200 000 голосов. В сентябре 2000 года новостной блок Би-би-си посвятил сюжет соревнованию «ноздря в ноздрю» между The Beatles и Radiohead, двумя группами, которые заняли первые четыре позиции списка «1000 лучших альбомов всех времён».

## Издания
- All Time Top 1000 Albums, Guinness Publishing, 1994, Colin Larkin
- All Time Top 1000 Albums, 2nd Edition, Virgin Books, 1998, Colin Larkin
- All Time Top 1000 Albums, Pocket Edition, Virgin Books, 1999, Colin Larkin
- All Time Top 1000 Albums, 3rd Edition, Virgin Books, 2000, Colin Larkin